# François Ellenberger
François Ellenberger (* 5. Mai 1915 in Lealui, Nordrhodesien, heute Sambia; † 11. Januar 2000 in Bures-sur-Yvette) war ein französischer Geologe und Historiker der Geologie.

## Leben
Ellenberger wurde als Sohn des aus der Schweiz stammenden Missionars Victor Ellenberger (1879–1974) in Afrika geboren. Sein Großvater war der Missionar David Frédéric Ellenberger. Seine Brüder Paul Ellenberger (Paläontologe und Pastor) und Henri Frédéric Ellenberger (Psychiater) waren ebenfalls angesehene Wissenschaftler. Ellenberger ging in Montauban auf eine reformierte Schule, studierte in Toulouse und besuchte ab 1935 die École normale supérieure (ENS) mit der Agrégation in Naturwissenschaften 1937. Danach war er im Labor für Geologie an der Sorbonne unter Louis Barrabé und Léon Bertrand. Nach Dienst als Artillerieoffizier im Zweiten Weltkrieg und Kriegsgefangenschaft 1940 bis 1945 in Edelbach in Österreich (wo er weiter wissenschaftlich aktiv war und Veröffentlichungen schrieb) setzte er sein Studium fort und promovierte 1954 über die Tektonik und Metamorphose in den französischen Alpen (Vanoise-Massiv). Dabei konnte er in den metamorphen Gesteinen Mikrofossilien gewinnen, die eine Datierung erlaubten, und brachte neue Ideen wie die einer post-tektonischen regionalen Metamorphose und einer Überschiebungs-Geosynklinale (Geosynclinale des Nappes) ein. 1960 erhielt er dafür den Prix Viquesnel der Société Géologique de France. 1957 wurde er Maître de conférences an der Sorbonne und 1962 erhielt er dort den neu geschaffenen Lehrstuhl für Strukturgeologie. Er war mit seiner Arbeitsgruppe an der ENS angesiedelt und ab 1965 in Orsay.
Ellenberger befasste sich speziell mit der Tektonik in den Montagne Noire und den Kaledoniden.
Er befasste sich ab 1972 mit Geologie-Geschichte und war 1976 der Gründer des französischen Komitees zur Erforschung der Geschichte der Geologie (Comité Français de Recherches sur l'Histoire de la Géologie, COFRHIGEO). Er deckte dabei auch Beiträge fast vergessener früher Geologen wie die des Ingenieurs Henri Gautier und des Schweizers Louis Bourguet, des Ingenieurs Antoine de Genssane, des Diplomaten Jean-Louis Giraud-Soulavie, von Jean André Deluc, Johannes Goropius Becanus, Jean-André Deluc und Louis Cordier auf, aber auch von bekannteren Pionieren der Geologie wie Giovanni Arduino, Johann Scheuchzer, Horace-Bénédict de Saussure und Jean-Étienne Guettard, veröffentlichte eine Darstellung der Frühgeschichte der Geologie (vor 1810) und befasste sich mit der Geschichte der geologischen Kartierung in Frankreich.
Aus seiner Kindheit blieb ein Interesse für Afrika, aufgrund dessen er 1955 bis 1963 Forschungsreisen für das CNRS nach Basutoland organisierte.
1972 war er Vorsitzender der Société Géologique de France, deren Prix Wegmann er 1984 erhielt.

## Schriften
- Histoire de la géologie, 2 Bände, Technique et Documentation Lavoisier, Paris, 1988, 1994
  - Englische Übersetzung: History of Geology, Band 1: From Ancient Times to the First Half of the XVII. century, Rotterdam: Balkema 1996, Band 2: The Great Awakening and Its First Fruits 1660-1810, Balkema 1999
- mit Gabriel Gohau: A l'aurore de la stratigraphie paléontologique : Jean-André De Luc, son influence sur Cuvier, Revue d'histoire des sciences, Band 34, 1981, 217-257, Online